# Кузнецов, Александр Иванович (художник)
Александр Иванович Кузнецов (1894, Санкт-Петербург — 1975) — старший художник в Техническом комитете Главного интендантского управления Красной Армии, долгое время был связан с разработкой форм обмундирования и воинских знаков различия. Автор окончательного и  утверждённого И.В. Сталиным эскиза высшего советского военного ордена «Победа».

## Биография
Александр Иванович Кузнецов родился в Санкт-Петербурге, в семье портного-закройщика.

Он учился в Московском училище живописи, ваяния и зодчества, работал зарисовщиком моделей. В 1915 году был мобилизован в армию.
- С 1918 г. работал в отделе вооружений при Кисловодском совдепе;
  - через год был призван в ряды Красной Армии.
- Участвовал в боевых действиях на польском фронте.
- С 1923 г. работал в Москве «художником-моделистом.
- В 1942 г. стал старшим художником в Техкоме ГИУ Красной Армии,
  - долгое время был связан с разработкой:
    - форм обмундирования и
    - воинских знаков различия.

По проектам Александра Ивановича Кузнецова были изготовлены:
- ордена:
  - Отечественной войны и
  - «Победы»;
- медали: 
  - «За оборону Советского Заполярья»,
  - «За освобождение Варшавы»,
  - «За освобождение Белграда»,
  - «За взятие Кенигсберга»[3],
  - «За взятие Будапешта»,
  - «За взятие Вены»,
  - «30 лет Советской Армии и Флота»,
  - «В память 800-летия Москвы».

Несомненной заслугой А.И. Кузнецова является то, что он создал своеобразный модуль ордена как государственной и воинской эмблемы, чрезвычайно емкий, гармоничный и соразмерный образ, нашедший своё художественное воплощение сначала в ордене Отечественной войны, а позже в том или ином виде вошедший в композиционное построение многих других наград.
Похоронен на Ваганьковском кладбище.

## История награды Орден «Победа»
Первоначально награде, известной ныне как Орден «Победа», предполагалось дать название «За верность Родине».
Работа над созданием эскиза награды Орден «Победа» была начата в июле 1943 года. Среди различных вариантов предпочтение было отдано эскизу главного художника технического комитета Главного интендантского управления тыла А. И. Кузнецова, уже являвшегося автором ордена Отечественной войны. Первый образец ордена был представлен И. В. Сталину 25 октября 1943 года. Проект ордена, представлявшего собой пятиконечную звезду с центральным круглым медальоном, на котором были размещены погрудные профильные барельефы Ленина и Сталина (как и в предшествующем проекте Неёлова) Верховным Главнокомандующим одобрен не был. Сталин высказал пожелание поместить в центре медальона изображение Спасской башни Кремля. 29 октября Кузнецов представил несколько новых эскизов, из которых Сталин выбрал один — с надписью «Победа». Кроме того, художнику было поручено несколько подкорректировать внешний вид ордена: укрупнить размеры Спасской башни и фрагмента Кремлёвской стены, фон сделать голубым, а также изменить размеры расходящихся лучей между вершинами красной звезды (так называемые штралы). 5 ноября был готов пробный экземпляр ордена, изготовленный из платины, бриллиантов и рубинов, который и был окончательно одобрен. Всего Кузнецовым было предложено более пятнадцати различных вариантов ордена.

## Факты
Контроль за ходом работ осуществлял начальник Техкома генерал-майор Агинский, Семён Владимирович (1896-1965).

### Галерея
Ордена и медали с дизайном авторства А.И.Кузнецова:

Орден Отечественной войны I степени
Орден Отечественной войны II степени
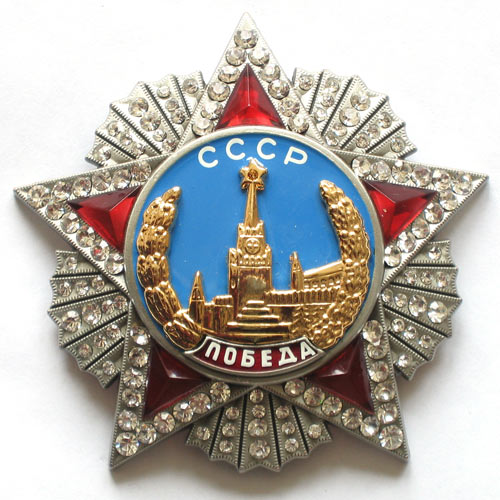
Орден «Победа»

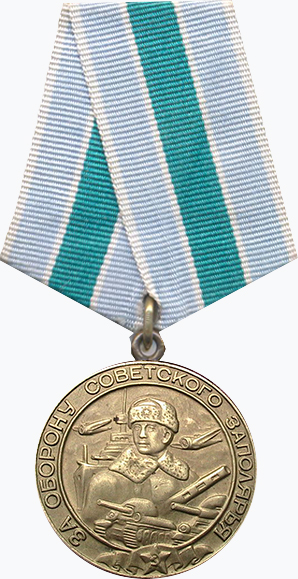
«За оборону Советского Заполярья»
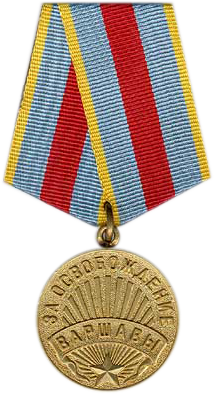
«За освобождение Варшавы»
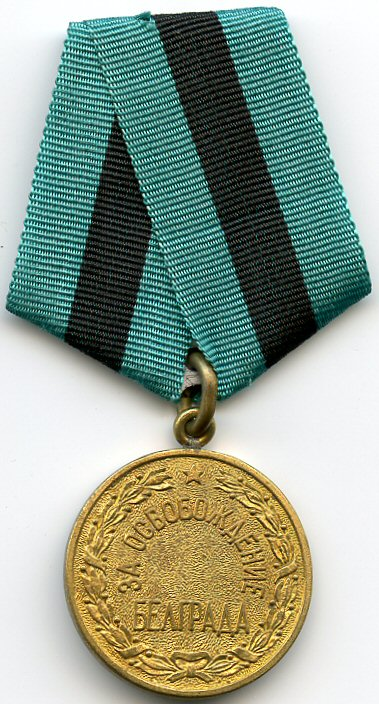
«За освобождение Белграда»
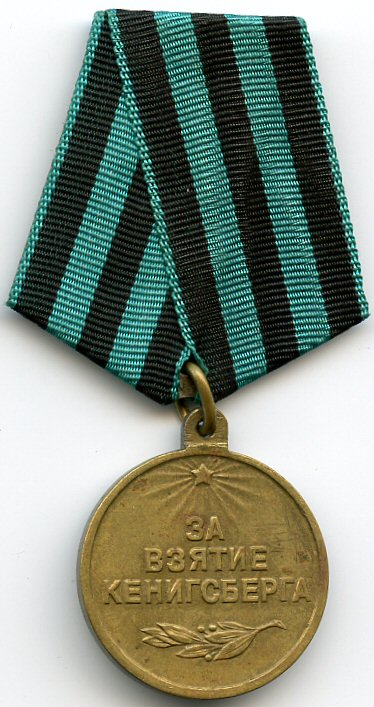
«За взятие Кенигсберга»
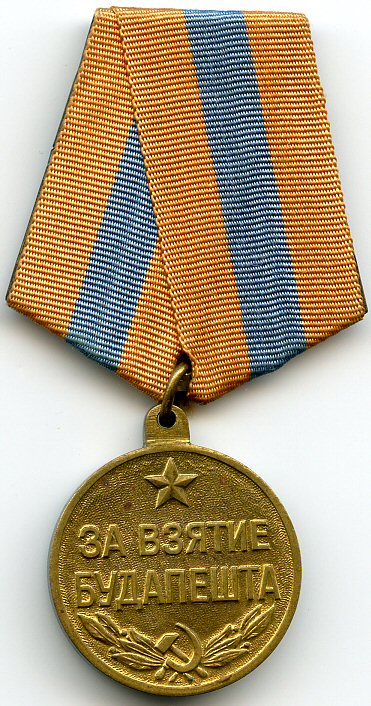
«За взятие Будапешта»
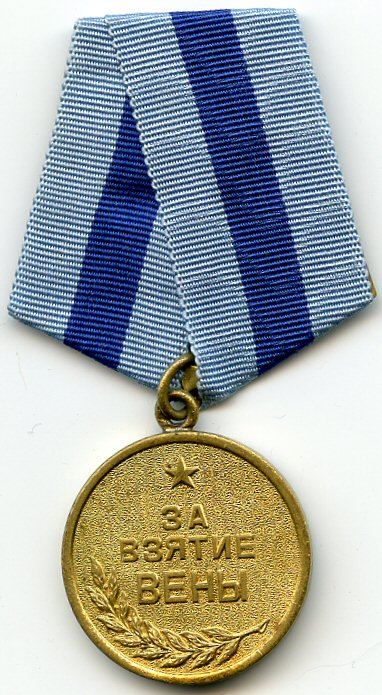
«За взятие Вены»
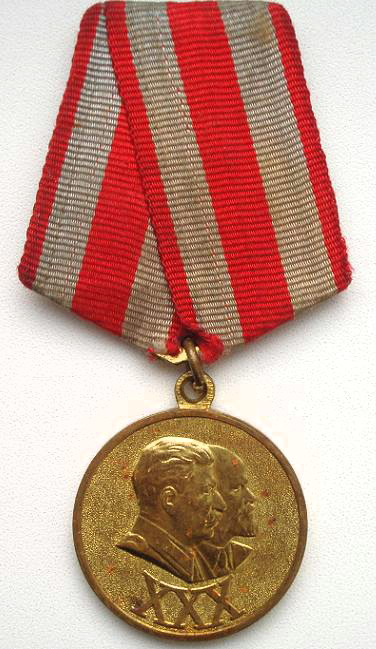
«30 лет Советской Армии и Флота»
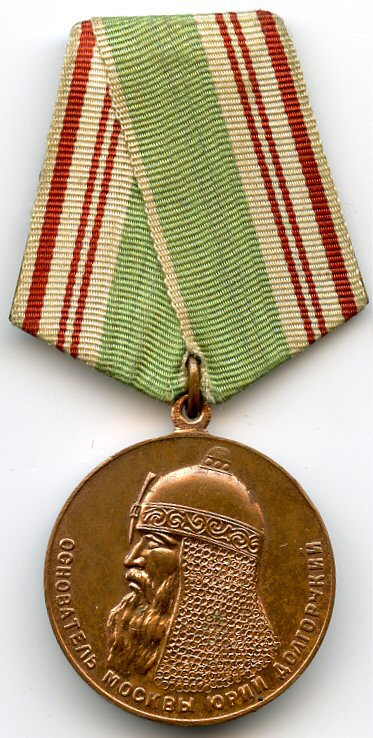
«В память 800-летия Москвы»